# Hal Ketchum

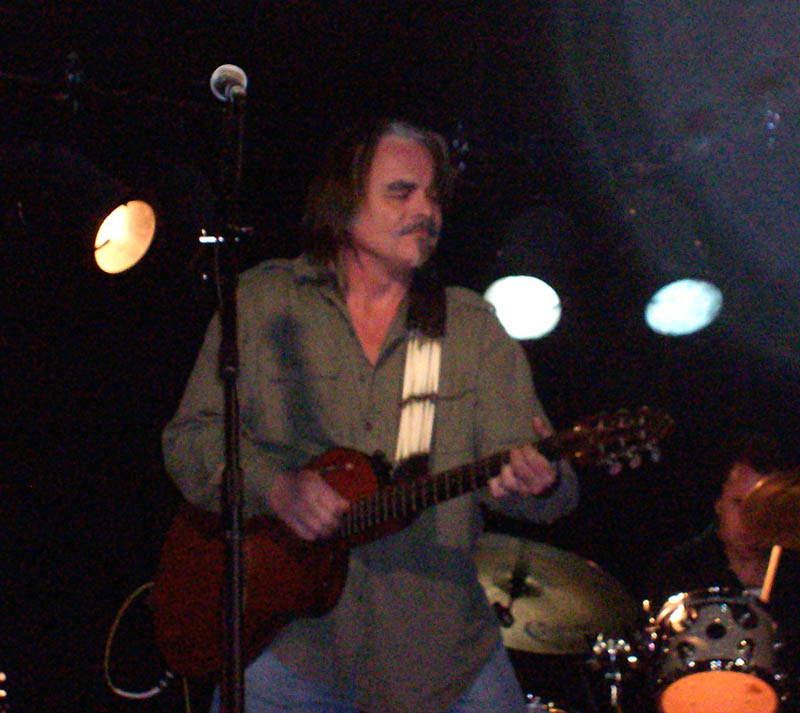
Hal Ketchum

Hal Ketchum (* 9. April 1953 in Greenwich, New York als Hal Michael Ketchum; † 23. November 2020) war ein US-amerikanischer Country-Sänger.

## Anfänge
Hal Ketchum übernahm die Begeisterung für Country-Musik von seinem Vater, der selbst musizierte und Mitglied im Buck Owens Fanclub war. Im Alter von fünfzehn Jahren spielte Hal bereits für Geld in einem Rhythm-and-Blues-Trio. Nach dem Schulabschluss zog er nach Florida, wo er einige Jahre als Schreiner arbeitete. Später zog er nach Austin, Texas weiter, wo er in der örtlichen Clubszene weitere musikalische Erfahrungen sammelte. Mittlerweile war er vom Schlagzeug auf die Gitarre umgestiegen und trat auch als Sänger auf. Außerdem begann er, eigene Songs zu schreiben.
Mehrmals versuchte er in Nashville einen Einstieg in die Country-Szene. 1986 stellte er ein eigenes Album zusammen, das unter dem Namen Threadbare Alibies beim Watermelon Label erschien.

## Karriere
1988 wurde der Songwriter Pat Alger bei einem Folk-Festival auf ihn aufmerksam und vermittelte ihm einen Job bei einem Nashviller Musikverlag. Ein Jahr später wurde ein Schallplattenvertrag mit dem Curb-Label abgeschlossen. Das erste Album, Past The Point Of Rescue, wurde 1992 produziert. Die Single-Auskopplung Smalltown Saturday Night erreichte Platz zwei der Country-Charts. Weitere diesem Album entnommene Singles konnten sich in den Top-10 platzieren. Das Album selbst wurde vergoldet. Ein Teil der Songs stammte aus seiner Feder, bei anderen war er als Koautor beteiligt. Er stellte eine eigene Band zusammen, die Alibies, mit der er auf ausgedehnte Tourneen ging.
Sein zweites Album, das 1992 erschienene Sure Love, war nicht ganz so erfolgreich, obwohl es einige ausgekoppelte Singles in die Top-10 schafften. 1994 wurde er Mitglied der Grand Ole Opry. Seine Verkaufszahlen ließen allerdings stetig nach. 1995 hatte er mit Stay Forever noch einmal einen Top-10-Hit. Als Songwriter war er aber weiterhin erfolgreich. Mehrere seiner Kompositionen wurden von Top-Stars übernommen. Außerdem schrieb er den Soundtrack für verschiedene Filme. In regelmäßigen Abständen wurden neue Alben veröffentlicht.

## Diskografie

### Alben
| Jahr | Titel                    | Höchstplatzierung, Gesamtwochen, AuszeichnungChartplatzierungen (Jahr, Titel, Platzierungen, Wochen, Auszeichnungen, Anmerkungen) | Höchstplatzierung, Gesamtwochen, AuszeichnungChartplatzierungen (Jahr, Titel, Platzierungen, Wochen, Auszeichnungen, Anmerkungen) | Anmerkungen                              |
| Jahr | Titel                    | US | Country | Anmerkungen                              |
| ---- | ------------------------ | --- | --- | ---------------------------------------- |
| 1991 | Past The Point Of Rescue | US45 Gold · (39 Wo.)US | Country6 (89 Wo.)Country | Erstveröffentlichung: 7. Mai 1991        |
| 1992 | Sure Love                | US151 (10 Wo.)US | Country36 (46 Wo.)Country | Erstveröffentlichung: 22. September 1992 |
| 1994 | Every Little Word        | US146 (6 Wo.)US | Country31 (30 Wo.)Country | Erstveröffentlichung: 31. Mai 1994       |
| 1998 | I Saw the Light          | — | Country37 (7 Wo.)Country | Erstveröffentlichung: 19. Mai 1998       |
| 2001 | Lucky Man                | — | Country72 (1 Wo.)Country | Erstveröffentlichung: 8. Mai 2001        |

Weitere Alben
- 1988: Threadbare Alibis
- 1999: Awaiting Redemption
- 2003: King of Love
- 2007: One More Midnight
- 2008: Father Time
- 2014: I’m the Troubadour

### Kompilationen
| Jahr | Titel    | Höchstplatzierung, Gesamtwochen, AuszeichnungChartplatzierungen (Jahr, Titel, Platzierungen, Wochen, Auszeichnungen, Anmerkungen) | Höchstplatzierung, Gesamtwochen, AuszeichnungChartplatzierungen (Jahr, Titel, Platzierungen, Wochen, Auszeichnungen, Anmerkungen) | Anmerkungen                       |
| Jahr | Titel    | US | Country | Anmerkungen                       |
| ---- | -------- | --- | --- | --------------------------------- |
| 1996 | The Hits | — | Country43 (14 Wo.)Country | Erstveröffentlichung: 7. Mai 1996 |

Weitere Kompilationen
- 2008: Greatest Hits

### Singles
| Jahr | Titel Album                                                  | Höchstplatzierung, Gesamtwochen, AuszeichnungChartplatzierungen (Jahr, Titel, Album, Platzierungen, Wochen, Auszeichnungen, Anmerkungen) | Höchstplatzierung, Gesamtwochen, AuszeichnungChartplatzierungen (Jahr, Titel, Album, Platzierungen, Wochen, Auszeichnungen, Anmerkungen) | Anmerkungen                              |
| Jahr | Titel Album                                                  | US | Country | Anmerkungen                              |
| ---- | ------------------------------------------------------------ | --- | --- | ---------------------------------------- |
| 1991 | Small Town Saturday Night Past the Point of Rescue           | US— GoldUS | Country2 (21 Wo.)Country | Erstveröffentlichung: 16. April 1991     |
| 1991 | I Know Where Love Lives Past the Point of Rescue             | — | Country13 (20 Wo.)Country | Erstveröffentlichung: 21. Oktober 1991   |
| 1992 | Past the Point of Rescue                                     | — | Country2 (20 Wo.)Country | Erstveröffentlichung: 10. Februar 1992   |
| 1992 | Five O’Clock World Past the Point of Rescue                  | — | Country16 (20 Wo.)Country | Erstveröffentlichung: 25. Mai 1992       |
| 1992 | Sure Love                                                    | — | Country3 (20 Wo.)Country | Erstveröffentlichung: 21. September 1992 |
| 1993 | Hearts Are Gonna Roll Sure Love                              | — | Country2 (20 Wo.)Country | Erstveröffentlichung: 15. Februar 1993   |
| 1993 | Mama Knows the Highway Sure Love                             | — | Country8 (20 Wo.)Country | Erstveröffentlichung: 14. Juni 1993      |
| 1993 | Someplace Far Away (Careful What You’re Dreaming) Sure Love  | — | Country24 (20 Wo.)Country | Erstveröffentlichung: 13. September 1993 |
| 1994 | (Tonight We Just Might) Fall in Love Again Every Little Word | — | Country20 (20 Wo.)Country | Erstveröffentlichung: 18. April 1994     |
| 1994 | That’s What I Get for Losin’ You Every Little Word           | — | Country22 (19 Wo.)Country | Erstveröffentlichung: 24. September 1994 |
| 1995 | Stay Forever Every Little Word                               | — | Country8 (20 Wo.)Country | Erstveröffentlichung: 30. Januar 1995    |
| 1995 | Every Little Word                                            | — | Country49 (8 Wo.)Country | Erstveröffentlichung: Juni 1995          |
| 1995 | Veil of Tears Every Little Word                              | — | Country56 (7 Wo.)Country | Erstveröffentlichung: Oktober 1995       |
| 1998 | I Saw the Light                                              | — | Country36 (20 Wo.)Country |                                          |
| 2000 | She Is Lucky Man                                             | — | Country40 (16 Wo.)Country |                                          |
| 2004 | My Love Will Not Change –                                    | — | Country60 (1 Wo.)Country |                                          |
| 2006 | Just This Side of Heaven (Hal-lelujah) One More Midnight     | — | Country47 (9 Wo.)Country |                                          |

Weitere Singles
- 1996: Hang In There Superman
- 1996: I Miss My Mary
- 1998: When Love Looks Back at You
- 1999: Awaiting Redemption
- 2001: Don’t Let Go
- 2001: Two of the Lucky Ones (mit Dolly Parton)
- 2002: Richest Man in Texas
- 2002: Every Time I Look in Your Eyes
- 2007: In Front of the Alamo (mit LeAnn Rimes)
- 2007: One More Midnight

### Gastbeiträge
- 1994: For Today (mit Charley Pride)
- 2001: Keep Mom and Dad in Love (mit Lisa Brokop)